# Periklis Pierrakos-Mavromichalis
Periklis Pierrakos-Mavromichalis, född 1863, död 1938, var en grekisk fäktare.
Han blev olympisk bronsmedaljör i florett vid sommarspelen 1896 i Aten.